# Heidi (1937)
Heidi (bra Heidi) é um filme norte-americano de 1937, do gênero drama musical, dirigido por Allan Dwan, com roteiro de Julien Josephson e Walter Ferris baseado no romance infantojuvenil homônimo de Johanna Spyri.

## Sinopse
Cansada de cuidar da órfã Heidi, sua tia a deixa nos Alpes suíços aos cuidados do avô rabugento, até que um dia a vende para uma família rica em Frankfurt, onde deverá fazer companhia a Klara, a filha paralítica do casal. Apesar desses infortúnios, Heidi cativa toda a família, mas não desiste de voltar para seu avô.

## Elenco
- Shirley Temple como Heidi
- Jean Hersholt como Adolph Kramer, avô de Heidi
- Marcia Mae Jones como Klara Sesemann, a menina rica paralítica
- Sidney Blackmer como sr. Sesemann, pai de Klara
- Thomas Beck como o pastor Schultz
- Arthur Treacher como Andrews, o mordomo da casa Sesemann
- Mary Nash como sra. Rottenmeier, a châtelaine da família Sesemann
- Delmar Watson como Peter, o pastor de cabras
- Mady Christians como Detie, a tia de Heidi
- Helen Westley como Blind Anna, avó de Peter